# Gallaecia

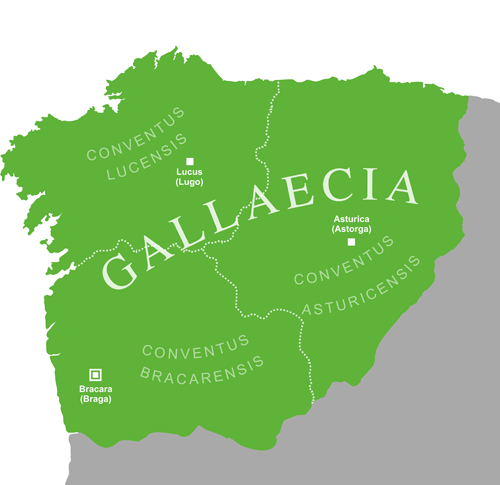
Gallaecia după reorganizarea administrativă a lui Dioclețian, 293 AD. Peninsula Iberică, Imperiul Roman

Gallaecia sau Callaecia a fost numele unei provincii romane și al unui regat medieval timpuriu, care cuprindea un teritoriu din nord-vestul regiunii Hispania. În prezent, teritoriul provinciei se află în nordul Portugaliei și în nord-vestul Spaniei (comunitățile autonome Asturia și Galicia și provincia León din comunitatea autonomă Castilia și León). Capitala istorică a provinciei Gallaecia și cel mai important oraș a fost Bracara Augusta, astăzi localitatea portugheză Braga. 
Provincia a fost formată de către Dioclețian, la sfârșitul secolului al III-lea. Ea a fost invadată de suebi în anul 408, fiind format Regatul Galiciei. 